# Seniga
Seniga est une commune italienne d'environ 1 600 habitants située dans la province de Brescia, en Lombardie.

## Administration
| Période                                  | Période  | Identité      | Étiquette     | Qualité |
| ---------------------------------------- | -------- | ------------- | ------------- | ------- |
| 27 mai 2019                              | En cours | Elena Ferrari | Liste civique | Maire   |
| Les données manquantes sont à compléter. |          |               |               |         |

### Communes limitrophes
Alfianello, Gabbioneta-Binanuova, Milzano, Ostiano, Pralboino, Scandolara Ripa d'Oglio